# Ферсман Олександр Євгенович

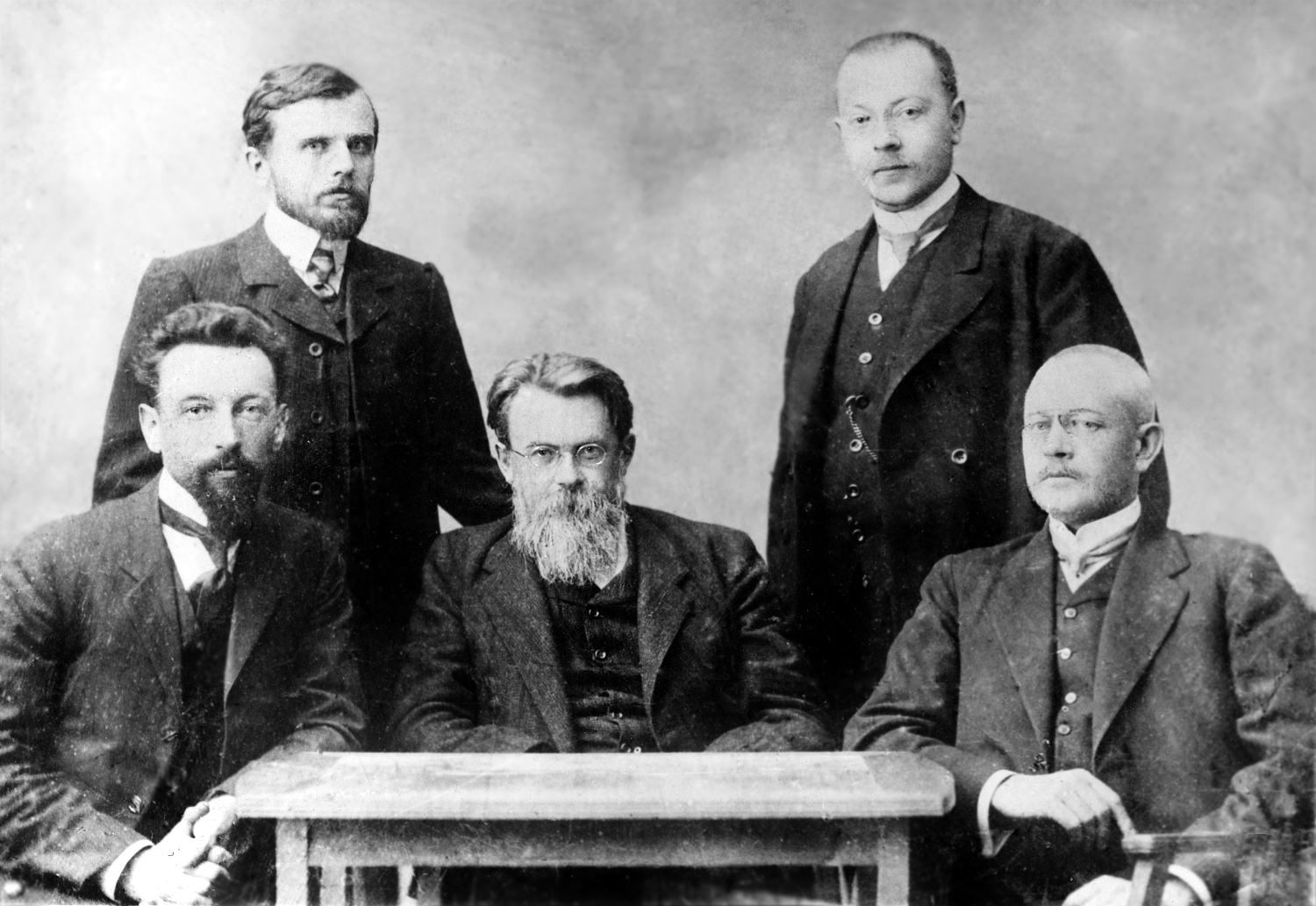
сидять – В. В. Карандеєв, В. І. Вернадський, П. К. Алексат; стоять – Г. О. Касперович, О. Є. Ферсман

Олександр Євгенович Ферсман (27 жовтня (8 листопада) 1883, Санкт-Петербург — 20 травня 1945, Сочі) — радянський геохімік і мінералог, один з основоположників геохімії. Дійсний член, віце-президент (1926—1929) Академії наук СРСР.

## Біографія
Олександр Євгенович Ферсман народився у Санкт-Петербурзі. Закінчив гімназію в 1901 р.
Поступив у Новоросійський університет, потім перевівся у Московський університет. Учень В. І. Вернадського — згодом першого Президента Академії наук України. Перші кроки у мінералогії О.Ферсман здійснив у Криму, біля Сімферополя, у лабораторії свого дядька А. Е. Кесслера. Тут ще раніше серед багатої кримської природи він виростав у дитинстві. У юнацтві здійснив багато походів по Криму.
У 1905 р. під керівництвом В. І. Вернадського студент Московського університету О. Ферсман публікує свою першу наукову працю присвячену мінералам Криму.
Аспірантуру Ферсман проходив у Німеччині, під керівництвом В. М. Гольдшміта, де досліджував кристали алмазу.
Результатом роботи стала його добре ілюстрована монографія «Алмаз». Пізніше не покидає цю тематику досліджень.
У 1912 р. Олександр Євгенович Ферсман стає професором Московського університету, де читав курс геохімії. У цей період продовжує вивчати кримські мінерали, зокрема соляні озера.
У 1917–1945 рр. — директор Мінералогічного музею академії. У 1920 р. ініціював створення Ільменського заповідника. Відкрив Мончегорське мідно-нікелеве родовище, Хібінське родовище апатиту, родовища сірки в Середній Азії та інші.
Академик Петербурзької академії наук з 1912, академік АН СРСР з 1919). В 1926—1929 рр. віце-президент АН СРСР.
В роки Другої світової війни — голова комісії по геолого-географічному обслуговуванню Радянської армії.

## Нагороди і премії
- Ленінська премія (1929)
- Сталінська премія (1942)
- Орден Трудового Червоного Прапора (1943)

## Пам'ять

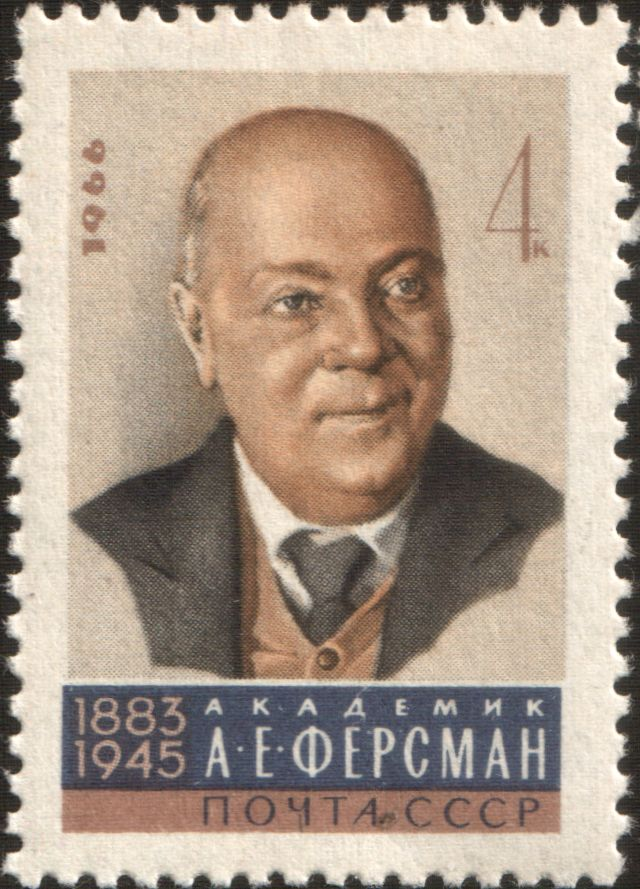

На його честь названі мінерали ферсміт та ферсманіт, одна з вулиць Москви.
У Криму поблизу Сімферополя є селище Ферсманове.

## Твори
Автор фундаментальних праць:
- «Геохимия» (тома 1—4, 1933–1939),
- «Пегматиты» (1931).
- Полезные ископаемые Кольского полуострова (1940).
- «Занимательная минералогия» (1928).
- Воспоминания о камне (1940).
- «Занимательная геохимия».
- Рассказы о самоцветах

Крім того, близько 1500 статей з кристалографії, мінералогії, геології, геохімії, географії та ін.